# Verivery
VeriVery (кор. 베리베리) — південнокорейський юнацький музичний гурт, сформований JellyFish Entertainment у 2018 році. Гурт дебютував 9 січня 2019 року з мініальбомом VERI-US. До його складу належить сім учасників: Донхон, Мінчан, Хойон, Ґехьон, Йонсон, Йонхо, Канмін. Гурт відомий тим, що його учасники беруть активну участь у формуванні контенту, який буде представлений широкому загалу.

## Назва
VERI — це абревіатура від таки слів: різноманітні (Various), енергійні (Energetic), реальні (Real), інноваційні (Innovation). Також поєднання VeriVery містить у собі латинське слово «правда» (veritas) і англійське слово «дуже» (very). Офіційна назва фандому — VERRER.

## Історія

### 2018: до дебюту
23 серпня 2018 року JellyFish Entertainment підтвердили інформацію про дебют нового гурту із семи учасників. Для цієї компанії це був перший дебют чоловічого гурту з 2012 року і дебюту гурту VIXX.
3 вересня 2018 року Mnet заявив, що майбутній гурт VeriVery візьме участь у реаліті-шоу під назвою «Now VeriVery: Real Road Movie». Саундтрек для їхнього реаліті-шоу під назвою Super Special вийшов 21 вересня 2018 року разом із першим ефіром.

### 2019: дебют з мініальбомомVERI-US
Гурт VeriVery офіційно дебютували 9 січня 2019 року з першим мініальбомом VERI-US та головною піснею «Ring Ring Ring».
24 квітня 2019 року гурт випустив свій другий мініальбом VERI-ABLE та головною піснею «From Now».
31 липня 2019 року гурт випустив перший сингл-альбом VERI-CHILL та його головною піснею «Tag Tag Tag».

### 2020: участь уRoad to Kingdom
7 січня 2020 року гурт VeriVery випустив свій третій мініальбом Face me та його головною піснею «Lay Back». Цей альбом став першою частиною трилогії FACE it.
20 березня 2020 року JellyFish Entertainment підтвердили, що гурт VeriVery візьме участь у телевізійному шоу телеканалу Mnet Road to Kingdom. Для фінального раунду вони випустили пісню «Beautiful-X». У фінальному підсумку гурт VeriVery посів 5 місце.
Гурт взяв участь у онлайн-концерті KCON: TACT 2020, що відбувався 20-26 червня, разом із тридцятьма іншими виконавцями, серед них Monsta X, Ateez, Mamamoo.
1 липня 2020 року гурт VeriVery випустив свій четвертий мініальбом Face You та його головною піснею «Thunder». Альбом став другою частиною трилогії FACE it.
13 жовтня вийшов сингл «G.B.T.B. (Go Beyond the Barrier)», який посів перше місце у чарті Billboard World Digital Song Sales, а також потрапив до першої десятки iTunes 15 країн світу.

### 2021:Series 'O' Round 1: HallтаSeries 'O' Round 2: Hole
2 березня вийшов другий сингл-альбом гурту Series 'O' Round 1: Hall з головним синглом «Get Away». Так розпочалася нова ера з принципово іншим концептом, який був охарактеризований як більш «дорослий».
23 серпня вийшов шостий мініальбом гурту Series 'O' Round 2: Hole з головним синглом «Trigger».
З 5 по 20 грудня 2021 року гурт провів свій концертний тур містами США.

### 2022— донині: мініальбомиSeries 'O' Round 0: Who,Series 'O' Round 3: Whole
23 березня відбувся реліз цифрового сингл-альбому «Series 'O' Round 0: Who» з головним синглом «O».
25 квітня гурт випустив свій перший повноформатний альбом Series 'O' Round 3: Whole з головним синглом «Undercover».

## Учасники
| Сценічне ім'я | Сценічне ім'я | Сценічне ім'я | Справжнє ім'я | Справжнє ім'я | Справжнє ім'я | Дата народження            | Позиція                          |
| Українською   | Латиницею     | Хангилем      | Українською   | Латиницею     | Хангилем      | Дата народження            | Позиція                          |
| ------------- | ------------- | ------------- | ------------- | ------------- | ------------- | -------------------------- | -------------------------------- |
| Донхон        | Dongheon      | 동헌          | Лі Донхон     | Lee Dongheon  | 이동헌        | 4 серпня 1995 (29 років)   | Лідер, головний репер, танцюрист |
| Хойон         | Hoyoung       | 호영          | Бе Хойон      | Bae Hoyoung   | 배호영        | 10 серпня 1998 (26 років)  | Танцюрист, репер                 |
| Мінчан        | Minchan       | 민찬          | Хон Мінчан    | Hong Minchan  | 홍민찬        | 16 вересня 1998 (26 років) | Вокаліст                         |
| Ґехьон        | Gyehyeon      | 계현          | Чо Ґехьон     | Jo Gyehyeon   | 조계현        | 14 травня 1999 (25 років)  | Вокаліст                         |
| Йонхо         | Yeonho        | 연호          | Чу Йонхо      | Ju Yeonho     | 주연호        | 31 травня 2000 (24 роки)   | Головний вокаліст                |
| Йонсин        | Yongseung     | 용승          | Кім Йонсин    | Kim Yongseung | 김용승        | 17 червня 2000 (24 роки)   | Головний танцюрист, вокаліст     |
| Канмін        | Kangmin       | 강민          | Ю Канмін      | Yu Kangmin    | 유강민        | 25 січня 2003 (22 роки)    | Вокаліст, танцюрист, макне       |

## Дискографія

### Студійні альбоми
| Назва                     | Деталі альбому | Пікові позиції у чартах | Продажі                  |
| Назва                     | Деталі альбому | KOR                     | Продажі                  |
| ------------------------- | --- | ----------------------- | ------------------------ |
| Series 'O' Round 3: Whole | - Реліз: 25 квітня 2022 - Лейбл: Jellyfish Entertainment - Формат: CD, цифрове завантаження, стриминг Трек-лист 1. «Moment» (틈) 2. «Undercover» 3. «Coming Over» 4. «Wish U Were Here» 5. «Candle» (모든 순간들의 널 축하해) 6. «O» 7. «Fallin'» 8. «Childhood» 9. «Emotion» 10. «Velocity» 11. «Our Spring» (잠깐, 봄) 12. «Fine» 13. «Thank You, Next?» (CD only) | 3                       | - Південна Корея: 86,295 |

### Мініальбоми
| Назва                    | Деталі альбому | Пікові позиції у чартах | Пікові позиції у чартах | Продажі                                  |
| Назва                    | Деталі альбому | KOR                     | JPN                     | Продажі                                  |
| ------------------------ | --- | ----------------------- | ----------------------- | ---------------------------------------- |
| Veri-Us                  | - Реліз: 9 січня 2019 - Лейбл: Jellyfish Entertainment - Формат: CD, цифрове завантаження Трек-лист 1. «Ring Ring Ring» (불러줘) 2. «Flower» 3. «F.I.L» 4. «Alright» 5. «Super Special» (Acoustic ver.)                                                       | 4                       | —                       | - Південна Корея: 24,080                 |
| Veri-Able                | - Реліз: 24 квітня 2019 - Лейбл: Jellyfish Entertainment - Формат: CD, цифрове завантаження Трек-лист 1. «From Now» (딱 잘라서 말해) 2. «Love Line» 3. «All I Do» (나 집에 가지 않을래) 4. «Get Ready» 5. «Light Up» (밝혀줘) 6. «Thank You, Next?» (CD only) | 6                       | —                       | - Південна Корея: 17,630                 |
| Face Me                  | - Реліз: 7 січня 2020 - Лейбл: Jellyfish Entertainment - Формат: CD, цифрове завантаження Трек-лист 1. «Photo» 2. «Lay Back» 3. «Paradise» 4. «Curtain Call» 5. «Moment» 6. «Thank You, Next?» (CD only)                                                      | 4                       | —                       | - Південна Корея: 28,440                 |
| Face You                 | - Реліз: 1 липня 2020 - Лейбл: Jellyfish Entertainment - Формат: CD, цифрове завантаження Трек-лист 1. «Thunder» 2. «Connect» 3. «Skydive» 4. «Beautiful-x» 5. «Privacy» (사생활) 6. «Thank You, Next?» (CD only)                                             | 8                       | 34                      | - Південна Корея: 39,626                 |
| Face Us                  | - РЕліз: 13 жовтня 2020 - Лейбл: Jellyfish Entertainment - Формат: CD, цифрове завантаження Трек-лист 1. «G.B.T.B. (Go Beyond the Barrier)» 2. «My Face» 3. «Hold Me Tight» 4. «Get Outta My Way» 5. «Gravity» (소중력) 6. «Thank You, Next?» (CD only)       | 7                       | —                       | - Південна Корея: 50,704                 |
| Series 'O' Round 2: Hole | - Реліз: 23 серпня 2021 - Лейбл: Jellyfish Entertainment - Формат: CD, цифрове завантаження Трек-лист 1. «Trigger» 2. «Underdog» 3. «Prom» 4. «Heart Attack» 5. «Thank You, Next?» (CD only)                                                                  | 2                       | 43                      | - Південна Корея: 81,597 - Японія: 1,169 |
| Liminality — EP.Dream    | - Реліз: 16 травня 2023 - Лейбл: Jellyfish Entertainment - Формат: CD, цифрове завантаження Трек-лист 1. «Crazy Like That» 2. «JUICY JUICY» 3. «Raincoat» 4. «Smile With You ()»                                                                              | 4                       | —                       | - Південна Корея: 95,235                 |

### Сингл-альбом
| Назва                    | Деталі альбому | Пікові позиції у чартах | Продажі                   |
| Назва                    | Деталі альбому | KOR                     | Продажі                   |
| ------------------------ | --- | ----------------------- | ------------------------- |
| Veri-Chill               | - Реліз: 31 липня 2019 - Лейбл: Jellyfish Entertainment - Формат: CD, цифрове завантаження Трек-лист 1. «Tag Tag Tag» 2. «Mystery Light» (반할 수밖에) 3. «Thank You, Next?» (CD only) | 10                      | - Південна Корея: 16,698  |
| Series 'O' Round 1: Hall | - Реліз: 2 березня 2021 - Лейбл: Jellyfish Entertainment - Формат: CD, цифрове завантаження Трек-лист 1. «Get Away» 2. «Numbness» 3. «Thank You, Next?» (CD only)                      | 4                       | - Південна Корея: 67,767  |
| Liminality — EP. Love    | - Реліз: 14 листопада 2022 - Лейбл: Jellyfish Entertainment - Формат: CD, цифрове завантаження Трек-лист 1. «Tap Tap» 2. «Motive» 3. «Thank You, Next?» (CD only)                      | 3                       | - Південна Корея: 139,545 |

### Сингл
| Назва                                                                       | Рік  | Пікові позиції у чартах | Пікові позиції у чартах | Пікові позиції у чартах | Пікові позиції у чартах | Альбом                    |
| Назва                                                                       | Рік  | KOR                     | JPN                     | US Dig.                 | US World                | Альбом                    |
| --------------------------------------------------------------------------- | ---- | ----------------------- | ----------------------- | ----------------------- | ----------------------- | ------------------------- |
| «Ring Ring Ring» (불러줘)                                                   | 2019 | —                       | —                       | —                       | —                       | Veri-Us                   |
| «From Now» (딱 잘라서 말해)                                                 | 2019 | —                       | —                       | —                       | —                       | Veri-Able                 |
| «Tag Tag Tag»                                                               | 2019 | —                       | —                       | —                       | —                       | Veri-Chill                |
| «Lay Back»                                                                  | 2020 | —                       | —                       | —                       | —                       | Face Me                   |
| «Beautiful-x»                                                               | 2020 | —                       | —                       | —                       | —                       | Face You                  |
| «Thunder»                                                                   | 2020 | —                       | —                       | —                       | —                       | Face You                  |
| «G.B.T.B. (Go Beyond the Barrier)»                                          | 2020 | —                       | —                       | 44                      | 1                       | Face Us                   |
| «Get Away»                                                                  | 2021 | —                       | —                       | 44                      | 1                       | Series 'O' Round 1: Hall  |
| «Trigger»                                                                   | 2021 | —                       | —                       | —                       | 4                       | Series 'O' Round 2: Hole  |
| «O»                                                                         | 2022 | —                       | —                       | —                       | —                       | Series 'O' Round 3: Whole |
| «Undercover»                                                                | 2022 | —                       | 12                      | —                       | —                       | Series 'O' Round 3: Whole |
| «Tap Tap»                                                                   | 2022 | —                       | 11                      | —                       | —                       | Liminality — EP. Love     |
| «—» релізи, що не потрапили у чарти або не виходили у відповідних регіонах. |      |                         |                         |                         |                         |                           |

### Саундтреки
| Назва       | Рік  | Альбом                          |
| ----------- | ---- | ------------------------------- |
| «My Beauty» | 2019 | Extraordinary You OST           |
| «With Us»   | 2020 | Itaewon Class OST               |
| «Rum Pum»   | 2022 | The World of My 17 Season 2 OST |

### Інші пісні
| Рік  | Назва                            | Альбом                                                       | Нотатки                                                 |
| ---- | -------------------------------- | ------------------------------------------------------------ | ------------------------------------------------------- |
| 2019 | Magic Hour                       | «Magic Hour — trinityACE (Vocal. VERIVERY)»                  | Vocal by Verivery and credited as trinityACE debut song |
| 2020 | Photo                            | «Road to Kingdom — My Song (나의 노래) Part 2» and «Face Me» | Original song by Verivery                               |
| 2020 | 고고베베 (gogobebe)              | «Road to Kingdom — Your Song (너의 노래) Part 2»             | Original song by Mamamoo                                |
| 2020 | Beautiful-X                      | «Road to Kingdom Final» and «Face You»                       | Original song by Verivery                               |
| 2020 | Love at First Sight (첫 눈이 와) | available on YouTube and SoundCloud                          | Original song by Verivery                               |

## Нагороди і номінації
| Рік  | Нагорода               | Категорія                  | Номінант / Робота | Результат | Прим.  |
| ---- | ---------------------- | -------------------------- | ----------------- | --------- | ------ |
| 2019 | Genie Music Award      | Male New Artist Award      | Verivery          | Номінація |        |
| 2022 | Asia Artist Awards     | Best Icon Award            | Verivery          | Перемога  | [ 41 ] |
| 2023 | Hanteo Music Awards    | Focus Star Award           | Verivery          | Перемога  |        |
| 2023 | Japan Gold Disc Awards | Best 3 New Artists (Asian) | Verivery          | Перемога  | [ 42 ] |

## Нотатки
1. ↑  «Get Away» did not enter Gaon Digital Chart, but debuted and peaked at number 153 on Gaon Download Chart[36].
2. ↑  «Trigger» did not enter Gaon Digital Chart, but debuted and peaked at number 147 on Gaon Download Chart[37].
3. ↑  «O» did not enter Gaon Digital Chart, but debuted and peaked at number 147 on Gaon Download Chart[38].
4. ↑  «Undercover» did not enter Gaon Digital Chart, but debuted and peaked at number 67 on Gaon Download Chart[39].
5. ↑  «Tap Tap» did not enter Circle Digital Chart, but debuted and peaked at number 13 on the Download Chart[40].
6. ↑  Зазначено як пісня виконана гурту Verivery, але фактично виконана Мінчаном, Ґехьоном та Йонхо.
7. ↑  Виконана і зазначено як пісня, що виконана Йонхо.
8. ↑  Magic Hour is a song by a game character group called trinityACE, which consists of the Elsword's characters Elsword, Chung, and Add